# Per le antiche scale (film)
Per le antiche scale è un film del 1975 diretto da Mauro Bolognini. Il film è ispirato liberamente al racconto Dentro la cerchia delle mura della raccolta Per le antiche scale di Mario Tobino.

## Trama
In Italia, nel 1930, il professor Bonaccorsi, rinomato psichiatra, svolge attività di ricerca sulla follia nel manicomio dove lavora come medico in Toscana. Ha tre amanti: Bianca (la sua assistente), Carla (moglie di un collega) e Francesca (moglie del direttore del manicomio). Una nuova arrivata, la dott.ssa Anna Bersani, è lì per un periodo di prova; molto presto si oppone alle teorie di Bonaccorsi.

## Luoghi di ripresa
Quasi l'intero film è girato all'interno dell'ex manicomio fiorentino di San Salvi. La stazione della scena finale del film, con la partenza del treno, è quella di Prato. Altre scene sono state girate a Firenze; in una è chiaramente riconoscibile la Loggia del Porcellino.

## Colonna sonora
La colonna sonora di questo film è stata composta da Ennio Morricone ed è stata pubblicata in CD dall'etichetta Vidol. È organizzata in 17 tracce.
| 1  | Per le antiche scale, Preludio | 3:28 |
| 2  | Passato remoto                 | 7:04 |
| 3  | I interludio                   | 2:19 |
| 4  | Sospiri e rantoli              | 6:57 |
| 5  | II interludio                  | 1:58 |
| 6  | Rimani                         | 5:39 |
| 7  | III interludio                 | 3:01 |
| 8  | Seconda invasione              | 2:33 |
| 9  | Postludio                      | 3:19 |
| 10 | Follia e morte                 | 7:56 |
| 11 | Rimanenze                      | 6:09 |
| 12 | Per le antiche scale, pt. 2    | 3:01 |
| 13 | Carnevale                      | 6:25 |
| 14 | Sospiri e rantoli, pt. 2       | 6:25 |
| 15 | Postludio, pt. 2               | 2:36 |
| 16 | Follia e morte, pt. 2          | 6:08 |
| 17 | Per le antiche scale, pt. 3    | 2:58 |

## Riconoscimenti
- 1976 - Nastro d'argento alla migliore attrice non protagonista a Maria Teresa Albani